# Kerecseny
Kerecseny is een plaats (község) en gemeente in het Hongaarse comitaat Zala. Kerecseny telt 275 inwoners (2001).

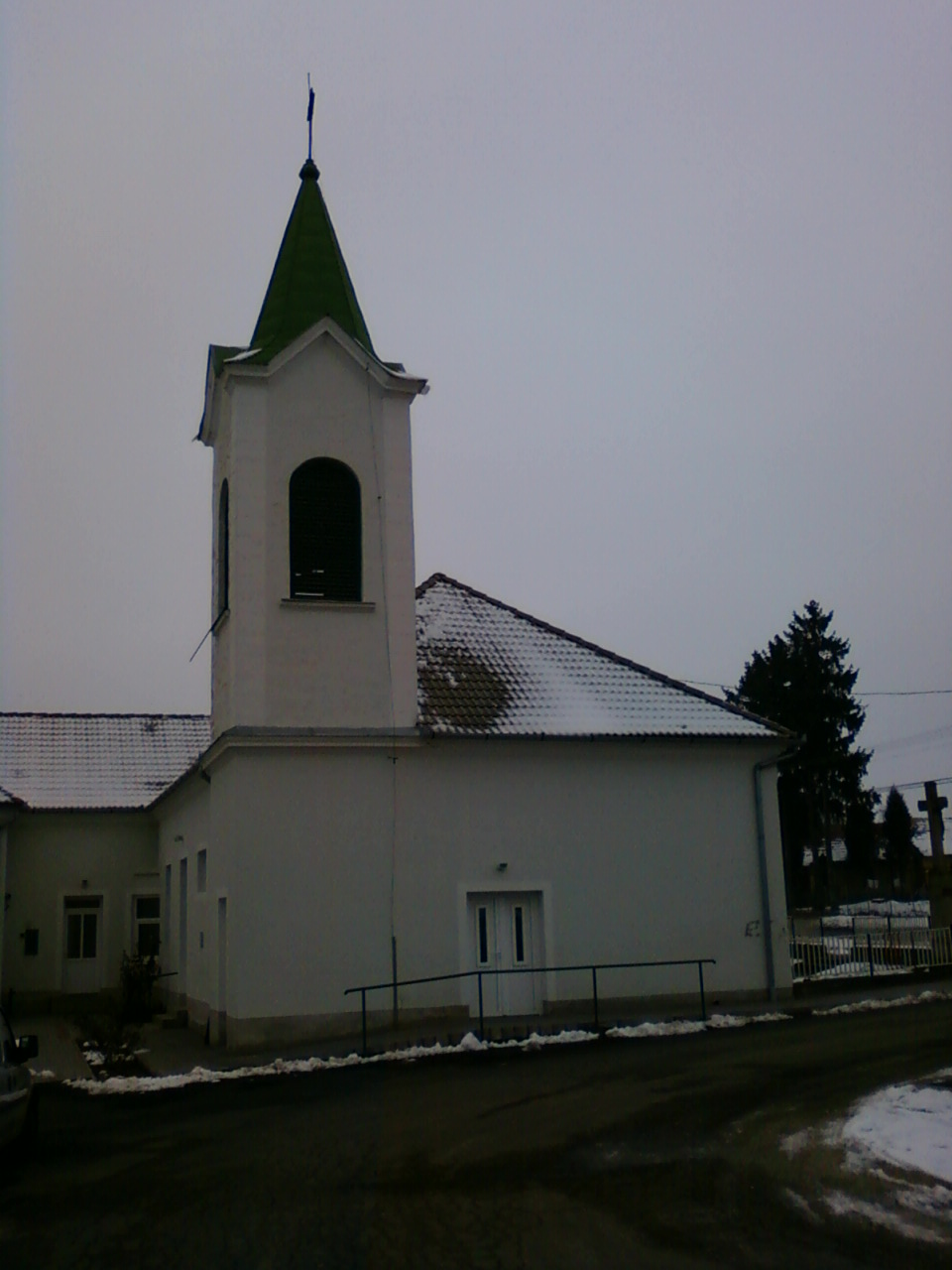
Kerk van Kerecseny